# Ángeles de negro
Ángeles de negro (Assassini dei giorni di festa en la versión original; título internacional: Killers on Holiday) es una película hispanoitaliana, dirigida por Damiano Damiani y estrenada el 17 de junio de 2002, en España.  Se basa en la novela Los asesinos de los días de fiesta, de Marco Denevi, que fue adaptada por Giovanni Ammendola y Giampaolo Serra y contó con la actuación de Carmen Maura.
Película de humor negro, con influencias de Luis Buñuel, Marco Ferreri y Luis García Berlanga.

## Argumento
En la Argentina de los años 1950, un grupo de cómicos, que tras la muerte de la directora de la compañía deciden, para tratar de salir de la situación de crisis que viven, asistir a los funerales haciéndose pasar por parientes del muerto, con el fin de obtener algún beneficio. Un buen día, durante un velatorio, descubren que el fallecido, que vive en una inmensa mansión, no tiene más parientes que su esposa, ausente por el viaje. Esta situación los llevará a hacerse pasar por familiares y a proponer a un joven del grupo que interprete el mejor papel de su incipiente carrera de actor.
Aunque ambientada en Argentina, fue rodada entre Roma y Barcelona.